# Sergio Aragonés

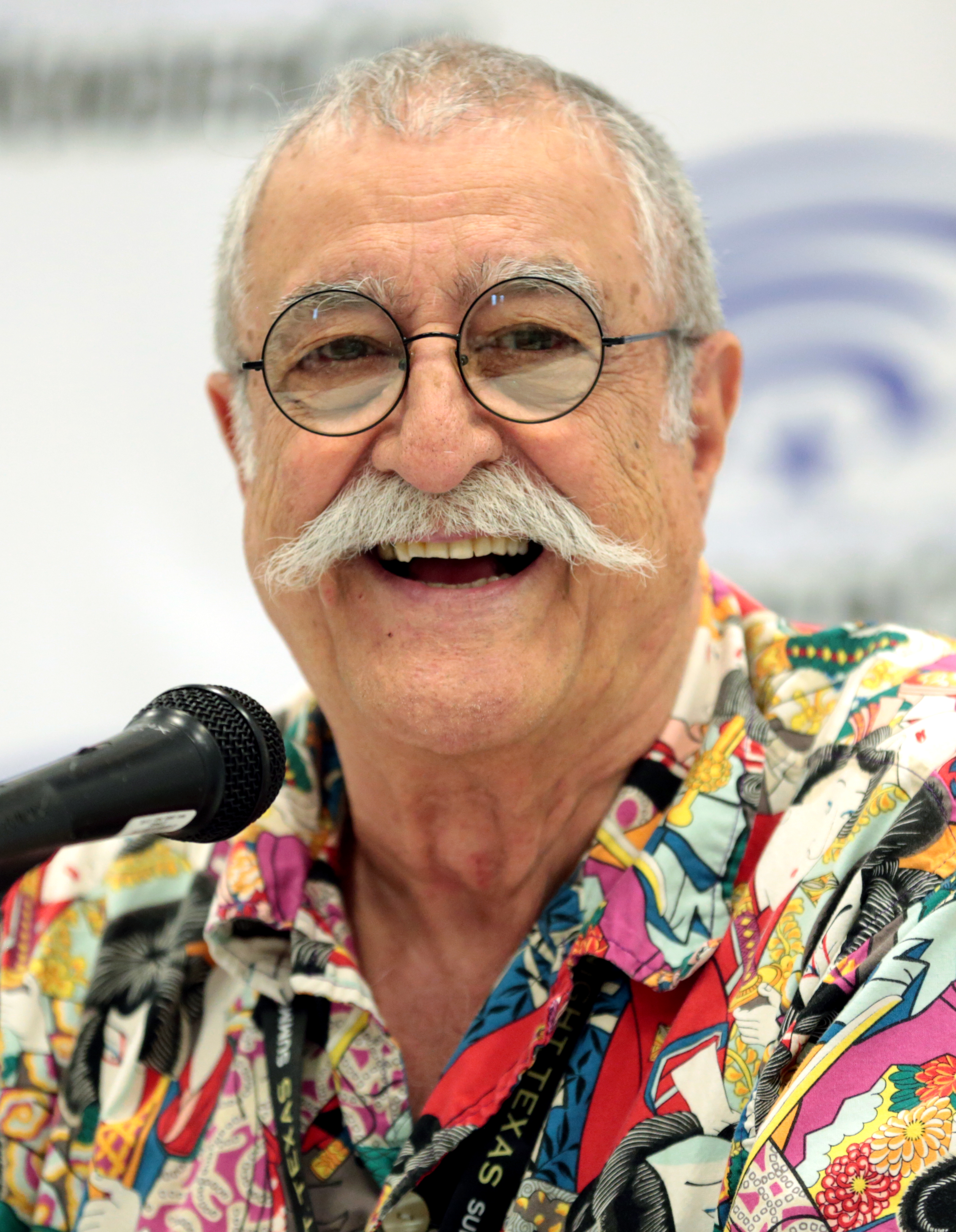
Sergio Aragonés bei der WonderCon 2017

Sergio Aragonés Domenech (* 6. September 1937 in Sant Mateu, Castellón de la Plana, Spanien) ist ein Cartoonist, der vor allem durch seine Cartoons im MAD-Magazin bekannt wurde.

## Leben
Nachdem seine Familie aus Spanien nach Mexiko ausgewandert war, studierte Aragonés an der Universität von Mexiko Architektur. Schon während dieser Zeit zeichnete er immer Cartoons und veröffentlichte sie unter anderem auch in der Schulzeitung.
1962 ging er in die USA, wo er in New York nach kurzer Zeit ein fester Mitarbeiter des MAD-Magazins wurde.

## Stil und Tätigkeiten
Die Cartoons von Sergio Aragonés sind bekannt dafür, dass sie ohne Text und Erklärungen viel aussagen. Meist stellen sie Situationskomik dar. Zudem hat Aragonés ein großes Talent, Berühmtheiten wie Filmstars mit wenigen Linien erkennbar darstellen zu können, beispielsweise bei den Star-Trek-Parodien.
Außerdem produziert er etliche „Rand-Zeichnungen“; kleine Cartoons, welche im MAD-Magazin jeweils horizontal oder vertikal am Rand der Seiten neben den Beiträgen abgedruckt werden.
Zu Aragonés’ bekanntesten Arbeiten abseits von MAD gehört die Comic-Reihe Groo the Wanderer, die zeitweise auch im deutschsprachigen Raum erschien. Aragonés entwickelte 1980 die Figur des einfältigen Barbaren Groo. 1982 erschien das erste Heft bei Pacific Comics, nach mehreren Verlagswechseln wird die Reihe derzeit von Dark Horse Comics herausgegeben.
Zwischenzeitlich war Aragonés auch bei Bongo Comics tätig. Dort erschienen die Sergion Aragonés Funnies und die Rubrik „Maggies Welt“ in den Bart-Simpson-Comics.

## Veröffentlichungen in Deutschland
Aragonés' eigene Comic-Reihe Groo the Wanderer hat es nur zu neun deutschen Ausgaben in den 80er Jahren und zu drei Sammelbänden Ende der 90er Jahre gebracht. Seine weiteren Arbeiten wurden in Deutschland vor allem im Rahmen der verschiedenen Publikationen des deutschen MAD veröffentlicht. Aktuell ist nur noch Grannys Tagebuch erhältlich, alle anderen Publikationen nur noch antiquarisch.
- Groo:
  - Groo der Wanderer (Interpart Verlag)
    - Band 1: Immer hinein ins Verderben! (1984)
    - Band 2: Schwer bepackt und leicht beknackt! (1984)
    - Band 3: Sapperlot – wo ist das Boot? (1984)
    - Band 4: Trotz Siegerpose geht's in die Hose! (1985)
    - Band 5: Viel Ächz, viel Uff und noch mehr Bluff! (1985)

  - Groo der Blahbar Band 1–4 (Condor-Interpart Verlag/Conpart Verlag, 1990/91)
  - Groo (Dino Verlag)
    - Band 1: Der intelligenteste Mann der Welt (Juli 1999)
    - Band 2: Groo & Rufferto (Ende Dezember 1999 / Anfang Januar 2000)
    - Band 3: Mächtiger als das Schwert (November 2000)

- MAD-Taschenbücher:
  - Viva MAD!, Warner Books (1975), MAD-TB #2, orig.: Viva MAD! (Signet 1968)
  - Wirre Welt, Williams Verlag (1975), MAD-TB #7, orig.: MAD about MAD! (Signet 1970)
  - Total Verrückt!, Williams Verlag (1977), MAD-TB #15, orig.: In MAD We Trust! (Warner 1974)
  - Zum Schießen, Williams Verlag (1979), MAD-TB #22, orig.: Shootin' MAD (Warner 1979)
  - MAD-süchtig!, Williams Verlag (1980), MAD-TB #28, orig.: Incurably MAD (Warner 1977)
  - Zum Teufel mit MAD, Williams Verlag (1982), MAD-TB #36, orig.: MAD as the Devil! (Warner 1975)
  - MAD Menagerie, Williams Verlag (1985), MAD-TB #45, orig.: MAD Menagerie (Warner 1983)
  - MAD-Schmierbuch, MiniPress (1986), MAD-TB #53, orig.: MADly Yours! (Warner 1972)
  - MAD Pantomimen, MiniPress (1989), MAD-TB #63, orig.: MAD Pantomimes (Warner 1987)
  - MAD-St(r)icheleien, Delta Verlag (1990), MAD-TB #69, orig.: MAD as Usual! (Warner 1990)
  - Am Rande des Wahnsinns, Delta Verlag (1991), MAD-TB #73, orig.: More MAD Marginals (Warner 1985)
  - Vom Leben gezeichnet, Dino Verlag (1999), MAD-TB #2 (neue Reihe), orig.: Sergio Aragonés' Next MAD Book (Warner 1992)

- Sergio Aragonés zerstört DC, Dino Verlag (1999), orig.: Sergio Aragonés Destroys DC (DC Comics 1996)
- Sergio Aragonés zerstört Marvel, Marvel Comics (1999), orig.: Sergio Aragonés Massacres Marvel (Marvel Comics 1996)
- Stille Brüller, Dino Entertainment (2000), orig.: Louder Than Words (Dark Horse Comics 1998)
- MADs große Meister: Sergio Aragonés, Panini Verlag (2011), orig.: MAD's Greatest Artists: Sergio Aragonés (Running Press 2010)
- Grannys Tagebuch: Erinnerungen einer unanständigen alten Lady, About Comics (2020), ISBN 978-1-949996-18-0, orig.: Aunt's in Your Pants: Memoirs of a Dirty Old Woman (Alexicon Corp. 1967)